# 约瑟夫·本茨
约瑟夫·本茨（德語：Joseph Benz，1944年5月20日—2021年2月5日），瑞士男子雪车运动员。他曾代表瑞士参加1976年和1980年冬季奥林匹克运动会雪车比赛，获得一枚金牌、二枚银牌和一枚铜牌。